# Sœurs de Notre-Dame du refuge du Mont Calvaire
Les Sœurs de Notre-Dame du refuge du Mont Calvaire (en latin : Sororum Dominae Nostrae a Refugio in Monte Calvario) sont une congrégation religieuse féminine hospitalière de droit pontifical. 

## Historique
En 1630, à la suite d'une épidémie, Virginie Centurione Bracelli (1587 - 1651) recueille des orphelins dans l'ancien couvent de l'ordre des Frères mineurs du Mont Calvaire de Gênes. En 1631, pour assurer l'éducation et l'assistance de ses protégés, elle fonde une congrégation de religieuses qui se consacre également à la réhabilitation des anciennes prostituées et à la prise en charge des malades dans les lazarets et les léproseries. 
La congrégation est approuvée par le gouvernement génois qui accepte de financer le travail des religieuses et nomme un comité de quatre intendants pour administrer les biens. Dans les années suivantes, Emmanuel Brignole, fondateur de l'hôtel des pauvres confie aux sœurs la direction de son institut et demande au père Antoine Terrarossa de rédiger des constitutions pour les sœurs qui reçoivent le surnom de brignolines.
Les administrateurs, principalement soucieux du bon fonctionnement des hôpitaux génois, empêchent les religieuses de fonder des maisons ne faisant pas partie de la cité ligure et lorsqu'ils le permettent, c'est toujours pour des périodes limitées dans le temps. En 1827, par exemple, le pape Léon XII confie aux brignolines la direction de la maison pieuse de Santa Maria degli Angeli au Terme de Rome ; les intendants, quelques années plus tard, ordonnent aux religieuses de revenir à Gênes, forçant le pape Grégoire XVI à déclarer la congrégation romaine autonome de Gênes et donnant naissance à l'institut des Filles de Notre-Dame du Mont Calvaire.
Les Sœurs de Notre-Dame du Refuge du Mont Calvaire reçoivent le décret de louange le 25 mars 1953 et leurs constitutions sont définitivement approuvées par le Saint-Siège le 7 octobre 1964.
Une religieuse de cette congrégation, Marie Repetto (1809-1890), est béatifiée en 1981.

## Activités et diffusion
Les religieuses se dédient aux malades dans les hôpitaux, aux personnes âgées et aux personnes handicapées dans les maisons de soins infirmiers, et gèrent aussi des jardins d'enfants.
Elles sont présentes en :
- Europe : Italie, Pologne.
- Amérique : Argentine, Brésil, Cameroun, Cuba, Guatemala, Nicaragua, Salvador.
- Asie : Israël, Philippines.

La maison généralice est à Gênes.
En 2017, la congrégation comptait 177 sœurs dans 33 maisons.